# Snooker Shoot Out 2012
Snooker Shoot-Out 2012 − druga edycja turnieju Snooker Shoot Out. Odbył się w dniach 27–29 stycznia 2012 roku w Circus Arena w Blackpool. Turniej jest wzorowany na nieistniejących już zawodach Pot Black.
Zwycięzcą został Anglik Barry Hawkins.

## Nagrody finansowe
Zwycięzca: 32,000£

Finalista: 16,000£

1/2 finału: 8,000£

1/4 finału: 4,000£

Last 16: 2,000£

Last 32: 1,000£

Last 64: 500£
Najwyższy break: £2,000£

Łączna pula nagród: £130,000£

## Wyniki turnieju
Losowanie par pierwszej rundy miało miejsce 6 listopada 2011 roku. Turniej nie posiada drabinki: kojarzenia par w każdej z rund ma miejsce tuż przed jej rozpoczęciem.

### Runda 1
- Robert Milkins 30 – 15  Nigel Bond
- Mark Williams 72 – 0  Steve Davis
- Ali Carter 22 – 63  Matthew Stevens
- Stephen Maguire 43 – 20  Anthony McGill
- Graeme Dott 62 – 38  Alan McManus
- Stuart Bingham 77 - 22  Liu Song
- John Higgins 62 – 16  Judd Trump
- Gerard Greene 36 – 27  Jamie Burnett
- Ken Doherty 58 – 6  Michael Holt
- Tom Ford 50 – 44  Jimmy Robertson
- Mark Selby 104 – 1  Joe Perry
- Mark Allen 46 – 19  Rory McLeod
- Martin Gould 62 – 46  Peter Ebdon
- Anthony Hamilton 71 – 14  Jimmy White
- Mark Davis 78 – 16  Mark Joyce
- Stephen Lee 60 – 37  Peter Lines
- Tony Drago 97 – 0  Andy Hicks
- Ding Junhui 27 – 53  Barry Hawkins
- Ben Woollaston 45 – 52  Alfie Burden
- Ian McCulloch 81 – 22  Jamie Cope
- Ricky Walden 122 – 3  Liu Chuang
- Andrew Higginson 9 – 74  Liang Wenbo
- Shaun Murphy 3 – 39  Fergal O’Brien
- Marcus Campbell 60 – 13  Xiao Guodong
- Mark King 31 – 39  Dominic Dale
- Marco Fu 21 – 24  Barry Pinches
- Dave Harold 64 – 1  James Wattana
- Matthew Selt 66 – 0  Rod Lawler
- Mike Dunn 50 – 37  Michael White
- Stephen Hendry 79 – 29  Jack Lisowski
- Jamie Jones 56 – 24  Adrian Gunnell
- Ryan Day 73 – 23  Joe Swail

### Runda 2
- Robert Milkins 64 – 6  Mike Dunn
- Ryan Day 81 – 0  Ian McCulloch
- Dominic Dale 31 – 22  Mark Selby
- Marcus Campbell 27 – 56  Martin Gould
- Fergal O’Brien 0 – 90  Barry Hawkins
- Graeme Dott 85 – 0  Ken Doherty
- Stephen Maguire 58 – 1  Alfie Burden
- Mark Davis 79 – 1  Anthony Hamilton
- Dave Harold 51 – 32  Tony Drago
- Stuart Bingham 8 – 78  Jamie Jones
- Mark Williams 28 – 50  Barry Pinches
- Ricky Walden 6 – 121  Stephen Lee
- Gerard Greene 69 – 30  Stephen Hendry
- Tom Ford 63 – 39  Matthew Selt
- Liang Wenbo 54 – 0  Matthew Stevens
- John Higgins 34 – 67  Mark Allen

### Runda 3
- Ryan Day 23 – 39  Dave Harold
- Robert Milkins 7 – 110  Graeme Dott
- Stephen Maguire 1 – 87  Barry Hawkins
- Dominic Dale 49 – 33  Stephen Lee
- Martin Gould 135 – 0  Jamie Jones
- Tom Ford 42 – 0  Gerard Greene
- Liang Wenbo 41 – 43  Barry Pinches
- Mark Davis 34 – 6  Mark Allen

### Ćwierćfinały
- Dominic Dale 0 – 95  Graeme Dott
- Mark Davis 12 – 77  Barry Hawkins
- Martin Gould 17 – 45  Dave Harold
- Barry Pinches 1 – 82  Tom Ford

### Półfinały
- Barry Hawkins 56 – 30  Dave Harold
- Tom Ford 38 – 56  Graeme Dott

### Finał
| Finalista 1   | Wynik   | Finalista 2 |
| ------------- | ------- | ----------- |
| Barry Hawkins | 61 – 23 | Graeme Dott |

## Breaki stupunktowe
- 135 Martin Gould
- 121 Stephen Lee